# بولي (فلم هندي)
بولي (بالإنجليزية: Puli) هو فيلم إثارة فانتازي باللغة التاميلية الهندية، عرض لأول مرة في عام 2015  وهو من تأليف وإخراج تشيمبو ديفين.

## القصة
تدور القصة حول جندي فاضل يحاول إنقاذ الناس من ملكة شريرة، وقائد متعطش للعرش.

## روابط خارجية
- مقالات تستعمل روابط فنية بلا صلة مع ويكي بيانات